# Blow Up Your Video
Blow Up Your Video — студійний альбом гурту AC/DC, випущений у 1988 році. Альбом записаний на студії Miraval, во Франції, у серпні — вересні 1987 року. 2003 року альбом був перевиданий, як частина серії ремастерів AC/DC.

## Список композицій
1. «Heatseeker» — 3:50
2. «That's the Way I Wanna Rock 'n' Roll» — 3:43
3. «Meanstreak» — 4:08
4. «Go Zone» — 4:26
5. «Kissin' Dynamite» — 3:58
6. «Nick of Time» — 4:16
7. «Some Sin for Nuthin'» — 4:11
8. «Ruff Stuff» — 4:34
9. «Two's Up» — 5:25
10. «This Means War» — 4:23

## Учасники запису
- Браян Джонсон — вокал
- Анґус Янґ — електрогітара
- Малколм Янґ — ритм-гітара, бек-вокал
- Вільямс Кліфф  — бас-гітара, бек-вокал
- Саймон Райт — барабани

## Сприйняття
Альбом став найбільш продаваним із часів випуску альбому For Those About to Rock We Salute You і отримав у США платиновий сертифікат
 Blow Up Your Video, посів другу сходинку в хіт-параді Британії та 12-ту в хіт-параді США. 1989 року його номінували на премію Греммі як «Найкраще рок/метал виконання». В огляді журналу Rolling Stone Джім Фарбер писав, що «На щастя, брати Янг надалі придумують вельми натхненні рифи. Насправді, якраз завдяки рифам твір групи виглядає найпривабливішим з часів її класичного альбому Back in Black.» Герг Парто в журналі AllMusic назвав альбом «несфокусованим» і «перенасичений такими викидами, як „Nick of Time“.» Канадський журналіст Мартін Попоф вважав, що альбом «засмучує», а гурт «занадто глибоко шукає новий загадковий напрямок».Пол Стеннінг натомість сказав про альбом, що «звучання гурту залишається сучасним, але досі визначає мистецтво року в його власних термінах.»